# Yushugou (ort i Kina, Hebei Sheng, lat 41,48, long 116,52)
Yushugou (kinesiska: 榆树沟) är en ort i Kina. Den ligger i provinsen Hebei, i den norra delen av landet, omkring 180 kilometer norr om huvudstaden Peking. Antalet invånare är 4 856. Befolkningen består av 2 205 kvinnor och 2 651 män. Barn under 15 år utgör 11,0 %, vuxna 15-64 år 79 %, och äldre över 65 år 8,0 %.
Runt Yushugou är det ganska glesbefolkat, med 38 invånare per kvadratkilometer. Yushugou är det största samhället i trakten. Trakten runt Yushugou består i huvudsak av gräsmarker.
Genomsnittlig årsnederbörd är 653 millimeter. Den regnigaste månaden är juni, med i genomsnitt 171 mm nederbörd, och den torraste är januari, med 3 mm nederbörd.